# Chamber of Digital Commerce
La Chamber of Digital Commerce ou Chambre de commerce numérique est un groupe privé de lobbying créé en 2014, par Perianne Boring (fondatrice et présidente) pour promouvoir l'industrie financière de la blockchain, le bitcoin et plus généralement la monnaie numérique et les actifs numériques,, .

## Histoire
Ce groupe, créé en juillet 2014, par Perianne Boring s'est créé et installé à Washington, DC.
En octobre 2014, la chambre a reçu le statut d'organisation à but non lucratif (au sens américain du terme, 501(c)(6) de l'Internal Revenue Service).
En 2015, l'organisation intègre l'économiste Blythe Masters (ancien cadre de JPMorgan Chase) dans son conseil consultatif.
En décembre 2019, l'ancien président de la Commodity Futures Trading Commission Christopher Giancarlo a été nommé au conseil consultatif de la chambre.
La chambre s'intéresse aussi aux demandes de brevets, notamment déposées par la Chine concernant l'industrie numérique.

## PAC (comité d'action politique)
En août 2014, le journal et site d'information politique The Hill a rapporté que cette "Chambre" a enregistré un comité d'action politique (PAC) auprès de la Commission électorale fédérale des États-Unis, ce qui est selon ce journal un signal indiquant que les politiciens pourraient devoir faire face à de nouvelles pressions de ce lobbying politique de soutien aux monnaies virtuelles",,,. Début 2017, cependant, ce PAC n'avait recueilli que 10 000 $, dont seulement 2 700 $ ont été versés à un candidat,.